# باب فیلر
باب فیلر (انگلیسی: Bob Feller؛ ۳ نوامبر ۱۹۱۸ – ۱۵ دسامبر ۲۰۱۰) یک بازیکن بیس‌بال اهل ایالات متحده آمریکا بود.